# Harmath Marianna
Harmath Marianna, ismert neve Gina (Budapest, 1969. december 6. –)  fotómodell.

## Élete
Az 1980–90 évek modellje. Általános iskolában tornatagozatos osztályba járt, kereskedelmi szakközépiskolát végzett.
Modellkarrierje 16 éves korában kezdődött. Két véletlennek köszönhetően lett modell. Először, amikor az utcán leszólította egy fotós, majd egy félrecsöngetéssel, amikor barátnőjéhez akart menni, Flipper Öcsihez csengetett, akivel a Fészek Művészklubba mentek másnap. Ettől kezdődően belecsöppent a modellek és zenészek világba. Folyamatosan kapta a felkéréseket, fotói különböző újságokban jelentek meg, címlapokon is szerepelt, például a Füles és Ifjúsági Magazin újságokban. 
1992-ben a bécsi Jaguár cég rendezett egy „külön bejáratú” Look of the Year-versenyt, ahol harmadik helyezett Harmath Mariann lett.  
Fotósai voltak, többek közt: Módos Gábor , Fehér Katalin, Baricz Katalin és Dénes Erika fotóművészek.
A Dolly Roll együttessel is fellépett, és klipekben szerepelt. 1997-ben modellkedésének egy autóbaleset vetett véget, amikor tolószékbe kényszerült. Sok terápián ment keresztül felépüléséért. 
Két társa volt, Jeszenszky Béla Tibor, ismertebb nevén Flipper Öcsi, valamint Orbán József. A későbbiekben egy kislánya született.